# Pabellón de la Cruz de Magallanes
El Pabellón de la Cruz de Magallanes (en inglés: Magellan's Cross Pavilion) es un quiosco de piedra ubicado en Cebú, Filipinas. La estructura está situada en la Plaza Sugbo al lado de la Basílica del Santo Niño. Alberga una cruz cristiana que fue plantada por los exploradores de la expedición española de la primera circunnavegación del mundo, encabezada por Fernando de Magallanes, al llegar a Cebú en Filipinas el 21 de abril de 1521.
Junto con la iglesia y los edificios del convento de la Basílica del Santo Niño, el pabellón está catalogado como un Tesoro Cultural Nacional declarado de Filipinas.

## Historia

### Pabellón

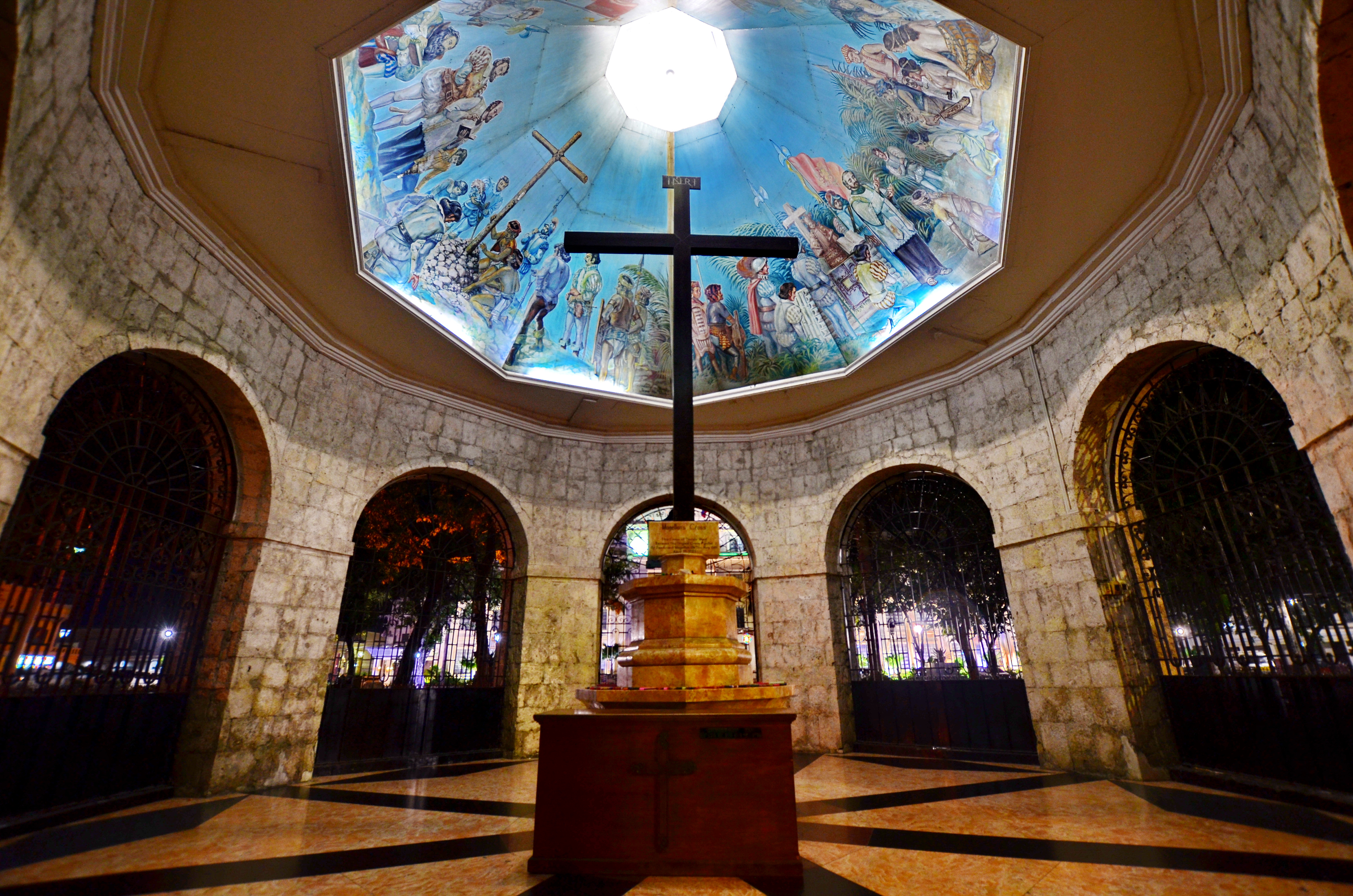
Interior del pabellón

El pabellón, que alberga la cruz de madera, se construyó en algún momento del siglo XIX. La estructura es un quiosco octogonal realizado en piedra coralina.
El pabellón y la cruz de madera sufrieron grietas debido al terremoto de Bohol de 2013. También se descubrió que la cruz original se había deteriorado debido a las termitas en 2015. El pabellón se cerró por reformas y se reabrió en marzo de 2016.
En el techo del interior del pabellón, hay un mural que representa el bautismo de Rajah Humabon y su familia por el padre. Pedro Valderrama y la plantación de una cruz de madera por Fernando de Magallanes. La obra de arte fue realizada por Jess Roa y Serry M. Josol.

### Cruz
La Cruz de Magallanes podría referirse a la cruz de madera original plantada por los exploradores de la expedición española de la primera circunnavegación del mundo, encabezada por Fernando de Magallanes, al llegar a Cebú en Filipinas el 21 de abril de 1521.
La cruz original fue colocada dentro de otra cruz de madera hecha de tindalo en 1835. Esto es para proteger la cruz original de las personas que quitaron partes de la cruz y creen que la cruz posee poderes milagrosos. Algunas personas, sin embargo, creen que la cruz original ha sido destruida.
La cruz fue nombrada "Cruz del Jubileo 2021" como parte de las Conmemoraciones del Quinto Centenario de 2021 en Filipinas.

## Designación
El pabellón junto con la Iglesia y el Convento de la Basílica del Santo Niño fueron declarados colectivamente como Tesoro Cultural Nacional por el Museo Nacional de Filipinas el 14 de abril de 2021.